# Erhard König

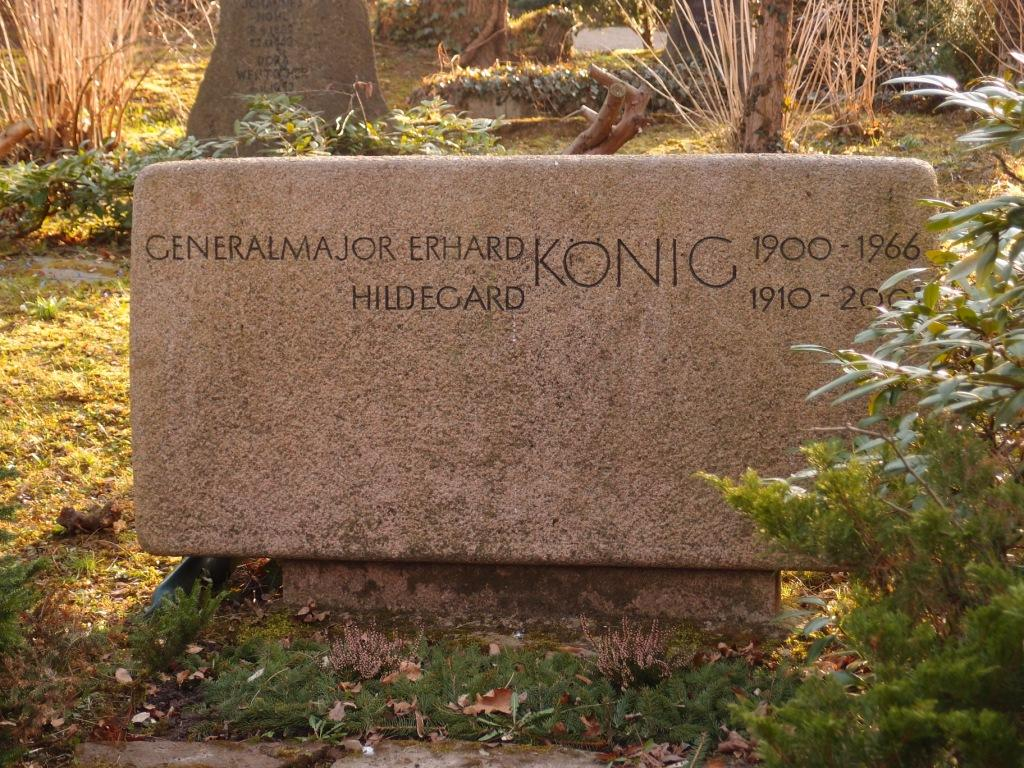
Grab von Erhard König auf dem Alten Friedhof in Weimar

Gustav Erhard König (* 3. Februar 1900 in Kockisch bei Mittweida; † 19. April 1966 in Erfurt) war ein deutscher Politiker (KPD/SED), Spanienkämpfer, Partisan und leitender Funktionär der Volkspolizei.

## Leben
König wurde als neunter Sohn von fünfzehn Kindern des Steinbrucharbeiters Friedrich August König und seiner Ehefrau Auguste Wilhelmine, geb. Baumann geboren. Auch König arbeitete bereits als Kind im Steinbruch. Nach dem Besuch der Volksschule war er zunächst als Bauarbeiter tätig. Von 1919 bis 1929 arbeitete er mit kurzen Unterbrechungen als Steinarbeiter in den Granit-Granulitwerken in Mittweida. Am 8. Oktober 1921 heiratete er in Mittweida Bertha Zettl. Die erste Ehe wurde 1938 geschieden. 1916 wurde er Mitglied der Sozialistischen Arbeiter-Jugend und 1918 der Sozialdemokratischen Partei Deutschlands. Von 1918 bis 1923 war er Funktionär deren Ortsgruppenorganisation. Seit 1918 war er gewerkschaftlich organisiert, zunächst im Bauarbeiterverband, ab 1923 im Steinarbeiterverband. 1923 trat er der Kommunistischen Partei Deutschlands (KPD) bei. Er wurde Stadtverordneter in Mittweida, leitete die Schutz- und Wehrorganisation der KPD in Mittweida, Roßwein und Döbeln und war Instrukteur des Roten Frontkämpferbundes in der KPD-Bezirksleitung. Von 1924 bis 1927 gehörte er dem Betriebsrat der Firma Steinert an. Nach einem Streik wurde König 1929 gemaßregelt und fand anschließend nie wieder Arbeit in seinem Beruf.
1933 emigrierte er auf Beschluss der KPD in die Tschechoslowakei und lebte dort unter dem Decknamen Rudolf Stark. Von 1934 bis 1935 war er als Instrukteur im Emigrantenheim in Stodůlky, einem Dorf in der Nähe von Prag, tätig und von 1935 bis 1936 als Organisationsinstrukteur. Er wurde wegen seiner politischen Aktivitäten mehrmals inhaftiert und dann des Landes verwiesen. Im März 1936 ging er nach Moskau und war Kursant an der Internationalen Leninschule.
Ab Oktober 1936 nahm er am Spanischen Bürgerkrieg teil und kämpfte in einem Regiment der spanischen Volksarmee, später als Stabschef im Bataillon „Etkar André“ der XI. Internationalen Brigade „Ernst Thälmann“. König wurde 1938 Mitglied der Kommunistischen Partei Spaniens und zum Ehrenbürger der Republik Spanien ernannt. In der Schlacht am Jarama wurde er im Februar 1938 schwer verwundet. 1939 ging er mit seiner Brigade nach Frankreich, wurde interniert und arbeitete dort als Politleiter. Später kam er in das Lager Gurs und arbeitete dort als Apparat-Chef für das gesamte Lager. König wurde wegen illegaler Parteiarbeit verurteilt und auf die Festung Collioure gebracht. Ende 1939 kam er in das Lager Le Vernet sowie 1941 in das Lager Djelfa in Algerien. Nach der Landung der Alliierten 1943 wurde König zunächst in die 363. Arbeitskompanie der britischen Armee zwangsrekrutiert. Im Dezember 1943 wurde er mit weiteren 31 deutschen Interbrigadisten auf Betreiben der sowjetischen Regierung aus der britischen Armee entlassen und ging in die Sowjetunion. Dort wurde er Mitglied des Nationalkomitees „Freies Deutschland“ und stellte sich für den Partisanenkampf in Belarus, Litauen und Lettland zur Verfügung.
1945 kehrte er nach Deutschland zurück und wurde zunächst Mitarbeiter der KPD-Landesleitung in Dresden. 1946 wurde er Mitglied der Sozialistischen Einheitspartei Deutschlands (SED). Ab Juni 1946 war König Angehöriger der Volkspolizei (DVP bzw. VP). Nach dem Besuch der VP-Schule in Berlin wurde er 1947 stellvertretender Leiter des Landeskriminalamtes Sachsen. Ab 1948 wirkte er als VP-Kommandeur im Präsidium Dresden, ab 1949 als VP-Inspekteur in Sachsen und ab November 1949 als VP-Chefinspekteur und Chef der DVP des Landes Thüringen. Nach der Auflösung der Länder und der Bildung der Bezirke in der DDR war er von Juli 1952 bis 1960 Chef der Bezirksbehörde der DVP Erfurt. 1957 wurde er zum Generalmajor umattestiert. König schied 1960 aus gesundheitlichen Gründen aus dem Dienst.
König war zudem Mitglied der SED-Bezirksleitung und Abgeordneter des Bezirkstages Erfurt. Er lebte zuletzt in Weimar.

## Auszeichnungen und Ehrungen
- Ehrenzeichen der Deutschen Volkspolizei (1950)
- Vaterländischer Verdienstorden in Silber (1954)
- Orden „Banner der Arbeit“ (1960)[4]
- Verdienstmedaille der DDR
- Hans-Beimler-Medaille[5]
- In Erfurt war die Erhard-König-Straße nach ihm benannt. Sie wurde im April 1991 in Haselnußweg umbenannt.[6]
- In Weimar war die 1985 fertiggestellte Polytechnische Oberschule in der Moskauer Straße nach Erhard König (ab 1990: Carl-August-Musäus Regelschule) benannt. Ab April 1987 befand sich auch ein Gedenkstein zu Ehren Königs vor dem Schulgebäude.[7]